# Rhynchagrotis anchocelioides
Rhynchagrotis anchocelioides är en fjärilsart som beskrevs av Achille Guenée 1852. Rhynchagrotis anchocelioides ingår i släktet Rhynchagrotis och familjen nattflyn. Inga underarter finns listade.